# Алан Мур
Алан Мур (енгл. Alan Moore; Нортхемптон, 18. новембра 1953) јесте енглески стрип сценариста и писац, најпознатији по свом раду у свету стрипа и по графичким романима В као Вендета (1982−9), Надзирачи (1986−7), Бетмен: Убиствени виц (1988) и Из пакла (1989−96). Неки га сматрају најбољим писцем стрипова на енглеском језику. Он је широко препознат међу својим колегама и критичарима. Повремено је користио псеудониме као што су Курт Вајл, Џил де Реј и Транслуција Бабун; такође, поновна издања неких његових дела приписана су Оригиналном писцу када је Муре затражио да његово име буде уклоњено. Са Френком Милером је унео револуцију у стрип, популаришући графичке романе. Баш због тога, данас важи за једног од најбољих стрип сценариста у историји.
Почео је да пише за британске Андерграунд и алтернативне Франшизе, да би убрзо затим, почео да ради за Ди-Си комикс, где је оцењен као „први стрип сценариста из Британије који је почео да пише истакнута дела у Америци“, при чему је радио на главним ликовима као што су Бетмен (Бетмен: Убиствени виц) и Суперман (Whatever Happened to the Man of Tomorrow?), суштински је развио лик Створења из мочваре и написао оригиналне наслове попут Надзирача. Током те деценије, Мур је помогао да се оствари већа друштвена угледност стрипа у Сједињеним Државама и Уједињеном Краљевству. Он преферира израз „стрип“ у односу на „графички роман“. Крајем 1980-их и почетком 1990-их напустио је индустрију стрипа и неко време је самостално делова, радећи на експерименталним делима попут епа Из пакла и прозном романз Глас ватре. Потом се вратио у главну струју током деведесетих, радећи за Имиџ Комикс, пре него што је развио America's Best Comics, издавачку кућу кроз коју је објавио дела као што су The League of Extraordinary Gentlemen и окултно базирана Promethea. Године 2016, објавио је Јерусалим: експериментални роман на 1.266 страница са поставком у његовом родном граду Нортхамптону у Великој Британији.
„У приватном животу, Мур је окултиста и церемонијални магионичар и заступа анархистичка гледишта.“
Упркос његовим примедбама, Мурова дела пружила су основу за неколико холивудских филмова, укључујући From Hell (2001), The League of Extraordinary Gentlemen (2003), V for Vendetta (2005), и Watchmen (2009). Мур се такође спомиње у популарној култури и препознат је као извор утицаја за разне књижевне и телевизијске личности, укључујући Нила Гејмана, и Дамона Линделофа. Проживео је значајан део свог живота у Нортхамптону у Енглеској, а у разним интервјуима је рекао да његове приче повлаче много из његових искустава тамошњег живота.

## Младост
Мур је рођен 18. новембра 1953. године, у болници Светог Едмунда у Нортхамптону у породици радничке класе за коју се сматра да је у граду живела неколико генерација. Он је одрастао у делу Нортхамптона познатом као Бороус, сиромашном подручју са недостатком услужних постројења и високим нивоом неписмености, али је без обзира на то „волео то. Волео сам људе. Волео сам заједницу и ... нисам знао да постоји још нешто.“ Живео је у кући са родитељима, пиварским радником Ернестом Муром и штампарском радницом Силвијом Дорин, са млађим братом Мајком и баком по мајци. Он је био свестрани читалац од пете године, позајмљујући књиге из локалне библиотеке, а потом је похађао основну школу Спринг Лејн. Истовремено је почео да чита стрипове, у почетку британске, попут Топера и Бизера, а касније и амерички увоз попут Флаша, Детектива Комика, Фантастичних четири и Блакхока. Касније је положио 11-плус испит и, стога је стекао право да похађа Нортхамптонску гимназију, где је први пут ступио у контакт са људима средње класе и бољег образовања, и био је шокиран како је постао од једног од најбољих ученика у својој основној школи, једним од најлошијих ђака у разреду у средњој школи. Након тога, замрзнувши школу и немајући „интересовање за академске студије“, он је сматрао да се предаје „прикривени курикулум“ који је дизајниран да индоктринише децу „тачношћу, послушношћу и прихватањем монотоности“.

„ЛСД је био невероватно искуство. Не да га препоручујем било коме другоме; али мени је то некако разоткрило да стварност није фиксна ствар. Да је стварност коју смо свакодневно виђали била једна стварност, и то валидна - али да су постојале и друге, различите перспективе у којима различите ствари имају значења која су једнако валидна. То је дубоко утицало на мене.”

Алан Мур (2003)
Крајем 1960-их, Мур је почео да објављује поезију и есеје у фанзинима, да би на крају основао свој фанзин, Ембрион. Путем Ембриона, Мур се укључио у групу познату као Нортхамптонска уметничка лабораторија. Ова група је накнадно дала значајан допринос часопису. Он је почео да се бави продајом халуциногена ЛСД у школи, због чега је избачен 1970. године. Касније је себе описао као „једног од најнеспособнијих дилера ЛСД-а на свету“. Директор школе је накнадно „ступио у контакт са разним другим академским установама за које сам се пријавио и упозорио их да ме не приме, јер представљам опасност за моралну добробит осталих ученика тамо, што је вероватно било тачно."
Иако је још неколико година наставио да живи у родитељском дому, кретао се кроз разне послове, укључујући чишћење тоалета и рад у кожари. Крајем 1973. упознао је и започео везу са Филис Диксон, родом из Нортхамптона, са којом се преселио у „мали једнособни стан у области Барак Роуд у Нортхамптону“. Убрзо су се венчали, преселили у нови државни стан у источном градском округу, док је он радио у канцеларији за подизвођача локалног одбора за гас. Муре је осећао да га овај посао не испуњава и стога је одлучио да покуша да зарађује за живот радећи нешто креативније.